# ФК Седми округ ШК
ФК Седми округ ШК (мађ. Zuglói VII. Kerületi Sport Club) је угашени мађарски фудбалски клуб. Налазио се у VII будимпештанском округу. Клуб је основан као „Фудбалско удружење фарбара” (Festőmunkások Labdarúgó Egylete) 1913. године. Најбољи резултат тима у НБ I лиги било је шесто место из сезоне 1920/21. Године 1923. клуб се спојио са тимом Зугло АК.

## Историја
Спортски клуб VII округ Зугло је дебитовао у Првој Мађарској лиги у сезони 1920/21 у Мађарској лиги и завршио на шестом месту. У сезони 1921/22 клуб је завршио на 12. месту и испао у II лигу.

## Промена имена
- 1913–1918: Фудбалско удружење фарбара − (Festőmunkások Labdarúgó Egylete)
- 1918–1923: Спортски клуб Седмог округа − (VII. Kerületi Sport Club)
- 1923: спојио се са ФК Зугло АК − (Zuglói Atlétikai Club)